# Métropole orthodoxe grecque de Suisse
La métropole orthodoxe grecque de Suisse est une juridiction de l'Église orthodoxe en Suisse, rattachée canoniquement au Patriarcat œcuménique de Constantinople, dont le siège est à Pregny-Chambésy, dans le canton de Genève, en Suisse. L'évêque porte le titre de Métropolite de Suisse.

## Histoire
La métropole de Suisse a été créée le 2 octobre 1982 par tome patriarcal et synodal, détachée de la métropole orthodoxe grecque d'Autriche.

### Métropolites
Liste des métropolites depuis la fondation :
- 1969-2001 : Son Éminence le métropolite Damaskinos d'Andrinople[1],
- 2001 : Très-Révérend George Tsetsis (ad interim),
- 2001-2003 : Son Excellence l’évêque Makarios de Lampsaque;
- 2003-2018 : Son Éminence le métropolite Jérémie Calligiorgis, auparavant métropolite de France ;
- Depuis le 18 août 2018 : Révérend archimandrite Maxime Pothos, auparavant vicaire général de son prédécesseur [2],[3],[4],[5].

## Organisation
Des paroisses existent à Genève (4), Lausanne, Fribourg, Berne, Bâle, Olten, Zurich, Saint-Gall et Lugano.